# Jeyawati
Jeyawati – rodzaj hadrozauroida żyjącego w późnej kredzie na terenie Ameryki Północnej. Został opisany w 2010 roku przez Douglasa Wolfe'a i Jamesa Kirklanda w oparciu o niekompletny szkielet skatalogowany jako MSM P4166. Jego skamieniałości odnaleziono w datowanych na środkowy turon osadach formacji Moreno Hill w stanie Nowy Meksyk. MSM P4166 w chwili śmierci był prawdopodobnie osobnikiem dorastającym lub dorosłym. Od innych hadrozauroidów odróżniają go pomarszczona tekstura pokrywająca całą boczną powierzchnię kości zaoczodołowej, duży otwór nerwowo-naczyniowy u podstawy wyrostka jarzmowego kości zaoczodołowej oraz unikalna kombinacja cech. Według analizy filogenetycznej przeprowadzonej przez Wolfe'a i Kirklanda Jeyawati jest hadrozauroidem bardziej zaawansowanym niż probaktrozaur, Eolambia i Protohadros, lecz bardziej bazalnym niż Shuangmiaosaurus, Bactrosaurus i Telmatosaurus. Gatunkiem typowym rodzaju jest Jeyawati rugoculus.